# Lena Lorenz
Lena Lorenz es una serie de televisión que fue producida en nombre de ZDF y ORF en 2014 y 2015 por Zieglerfilm München, y desde 2016 por Ziegler Film Berlin. En España la serie es emitida por la 1 de Televisión española. El papel principal de Lena Lorenz fue interpretado por Patricia Aulitzky hasta 2018 y desde 2019 por Judith Hoersch. 

## Argumento
Cuando Lena Lorenz se cansa del ajetreo y la presión de su trabajo en un hospital de Berlín, decide ir a relajarse en la granja de sus padres en Himmelsruh durante cuatro semanas. Lamentablemente, allí encuentra otros problemas; su madre Eva, su abuelo Leo y su vieja amiga Julia no la reciben con los brazos abiertos. Sin embargo, Lena decide quedarse y trabajar como comadrona. 
Cada episodio consiste en una historia enmarcada sobre la familia, los amigos o los pacientes de Lena. 

## Emisión
Los primeros dos episodios se emitieron el 8 y 15 de abril de 2015 por ORF 2, un día después también en ZDF. Tuvieron tanto éxito que se encargaron cuatro nuevos episodios, que se extendieron del 6 al 27 de abril de 2016 en ORF 2 - y nuevamente un día después en ZDF.  En 2017 se emitieron cuatro episodios más, cada uno dividido en dos partes de 45 minutos, se transmitieron en ORF 2.   .

## Reparto
| nombre               | actor             | resultar | año       |
| -------------------- | ----------------- | -------- | --------- |
| Lena Lorenz          | Patricia Aulitzky | 1-14     | 2015-2018 |
| Lena Lorenz          | Judith Hoersch    | 15       | 2019-     |
| Eva Lorenz           | Eva Mattes        | 1-       | 2015-     |
| Leopold (Leo) Lorenz | Fred Stillkrauth  | 1-       | 2015-     |
| Bastian Pfeiffer     | Raban Bieling     | 1-       | 2015-     |
| Julia Obermeier      | Liane Forestieri  | 1-       | 2015-     |

| nombre               | actor                     | resultar       | año       |
| -------------------- | ------------------------- | -------------- | --------- |
| Alexander Meissner   | Marc Benjamin Puch        | 1-4            | 2015-2016 |
| Ersun Hunal          | Bülent Sharif             | 1-3            | 2015-2016 |
| Susanne Berger       | Birte Glang               | 1-3            | 2015-2016 |
| Vinzenz (Vinz) Huber | Michael Roll              | 1-             | 2015-     |
| Franz Roth           | Pablo Sprungala           | 1-             | 2015-     |
| Schorschi Striebel   | Sebastian Edtbauer        | 1-             | 2015-     |
| El Dr. bodega        | Thomas Limpinsel          | 1-             | 2015      |
| Hanne Striebel       | Verena Altenberger        | 3, 5, 6, 9-10  | 2016-2017 |
| Hanne Striebel       | Kerstin Dietrich          | 11-            | 2018-     |
| David Wagner         | Christoph Grunert         | 3-5, 8, 10, 13 | 2016-2018 |
| Quirin Pankofer      | Jens Atzorn               | 5-             | 2016-     |
| Markus Kammermeier   | Oliver Rosskopf           | 5-7, 9-10      | 2016-2017 |
| Rosa Kammermeier     | Marie-Christine Friedrich | 5-10           | 2016-2017 |
| El Dr. Schwammberger | Traute Hoess              | 13-14          | 2018      |
| Kirpal Goel          | Murali Perumal            | 15             | 2019-     |
| Marlene Kleefelder   | Charleen Deetz            | 17-            | 2019-     |

## Lista de episodios
| Folge | Titel                            | Erstausstrahlung ORF 2    | Erstausstrahlung ZDF      | Einschaltquoten ZDF |
| ----- | -------------------------------- | ------------------------- | ------------------------- | ------------------- |
| 1     | Willkommen im Leben              | 77989927400♠08. Apr. 2015 | 77990020425♠09. Apr. 2015 | 5,47 Mio.           |
| 2     | Zurück ins Leben                 | 77990578575♠15. Apr. 2015 | 77990671600♠16. Apr. 2015 | 5,05 Mio.           |
| 3     | Entscheidung fürs Leben          | 78028439750♠06. Apr. 2016 | 78028532775♠07. Apr. 2016 | 4,49 Mio.           |
| 4     | Spurlos verschwunden             | 78029090925♠13. Apr. 2016 | 78029183950♠14. Apr. 2016 | 4,61 Mio.           |
| 5     | Von weit her                     | 78029742100♠20. Apr. 2016 | 78029835125♠21. Apr. 2016 | 4,32 Mio.           |
| 6     | Ein Fall von Liebe               | 78030393275♠27. Apr. 2016 | 78030486300♠28. Apr. 2016 | 4,36 Mio.           |
| 7.1   | Lebenstraum (Teil 1)             | 78060812450♠02. Feb. 2017 | 78064440425♠09. Mär. 2017 | 4,84 Mio.           |
| 7.2   | Lebenstraum (Teil 2)             | 78061463625♠09. Feb. 2017 | 78064440425♠09. Mär. 2017 | 4,84 Mio.           |
| 8.1   | Gegen alle Zweifel (Teil 1)      | 78062114800♠16. Feb. 2017 | 78065091600♠16. Mär. 2017 | 5,06 Mio.           |
| 8.2   | Gegen alle Zweifel (Teil 2)      | 78063789250♠02. Mär. 2017 | 78065091600♠16. Mär. 2017 | 5,06 Mio.           |
| 9.1   | Geliehenes Glück (Teil 1)        | 78064440425♠09. Mär. 2017 | 78065742775♠23. Mär. 2017 | 5,26 Mio.           |
| 9.2   | Geliehenes Glück (Teil 2)        | 78064440425♠09. Mär. 2017 | 78065742775♠23. Mär. 2017 | 5,26 Mio.           |
| 10.1  | Wunsch und Wirklichkeit (Teil 1) | 78065091600♠16. Mär. 2017 | 78067138150♠06. Apr. 2017 | 5,37 Mio.           |
| 10.2  | Wunsch und Wirklichkeit (Teil 2) | 78065742775♠23. Mär. 2017 | 78067138150♠06. Apr. 2017 | 5,37 Mio.           |
| 11    | Babyglück hoch drei              | 78123418275♠03. Okt. 2018 | 78123511300♠04. Okt. 2018 | 4,91 Mio.           |
| 12    | Mutter für drei Tage             | 78124069450♠10. Okt. 2018 | 78124162475♠11. Okt. 2018 | 5,38 Mio.           |
| 13    | Zwei Väter                       | 78124720625♠17. Okt. 2018 | 78124813650♠18. Okt. 2018 | 5,02 Mio.           |
| 14    | Eindeutig uneindeutig            | 78125371800♠24. Okt. 2018 | 78125464825♠25. Okt. 2018 | 5,32 Mio.           |
| 15    | Ein neuer Anfang                 | 78156535175♠07. Aug. 2019 | 78159325925♠05. Sep. 2019 | 4,12 Mio.           |
| 16    | Kind da, Job weg                 | 78157186350♠14. Aug. 2019 | 12. Sep. 2019             | 4,11 Mio.           |
| 17    | Schatten und Licht               | 78157837525♠21. Aug. 2019 | 19. Sep. 2019             | 3,87 Mio.           |
| 18    | Geschwisterliebe                 | 78158488700♠28. Aug. 2019 | 78161279450♠26. Sep. 2019 | 4,43 Mio.           |

## Producción
El rodaje fue principalmente en Berchtesgadener Land, pero también en la vecina región de Salzburgo. La ubicación principal de la casa de Lena estaba en Ettenberg, un distrito del municipio de Marktschellenberg hasta 2016, y desde 2017 ha estado en el municipio de Schönau am Königssee . La ubicación principal del pueblo de "Almwirt" ha estado en Ettenberg desde el comienzo de la serie.